# 谭悦新
谭悦新（1941年—），山东临朐人，中国人民解放军将领、中国人民解放军中将。 
2001年，授予中国人民解放军中将，曾任中央军委办公厅主任、总后勤部副部长。